# Gare de Togo
La gare de Togo à Togo est desservie par Via Rail Canada. C'est une gare chauffée, sans personnel. Il y a 3 trains par semaine, dans chaque direction.